# Ascogaster chui
Ascogaster chui är en stekelart som beskrevs av Ji och Chen 2003. Ascogaster chui ingår i släktet Ascogaster och familjen bracksteklar. Inga underarter finns listade.